# Сефарды
Сефа́рды (сефа́рдские евре́и, ивр. סְפָרַדִּים‎, сфаради́м, сеф. Sefaradim, sefaradis, от топонима סְפָרַד‎, Сфарад, отождествляемого с Испанией) — субэтническая группа евреев, сформировавшаяся на Пиренейском полуострове из потоков миграции иудеев внутри Римской империи, а затем внутри Халифата. Исторически бытовым языком сефардских евреев служил ладино (жудезмо, сефардский язык), принадлежащий к иберо-романской подгруппе романских языков. В собственной сефардской литургической традиции используют сефардский вариант произношения древнееврейского языка.
Золотой век сефардского языка и культуры пришёлся на время мусульманского правления в Испании.
Слово Сефарад (от др.-евр. סְפָרַד‬) впервые упомянуто в Библии в Авд. 1:20, где оно, очевидно, означает лидийский город Сарды (Сфарда), однако уже с начала нашей эры относится к Пиренейскому полуострову, одному из древнейших регионов расселения еврейской диаспоры и одному из важнейших её центров.
«Сефардами» (на современном иврите — «испанцами») стали называть потомков евреев, которые были  изгнаны из Испании в конце 1492 года, а затем и из Португалии. Потомками изгнанных сефардов является значительная часть болгарских евреев, евреев западной части Турции, греческих евреев, югославских евреев, итальянских евреев.
Они переселились также на юг и юго-восток (Северная Африка), на восток (Палестина, Малая Азия, Балканский полуостров, Апеннинский полуостров), на северо-восток (юг Франции), на север (Англия, Нидерланды). В северной Африке изгнанные испанские евреи ассимилировались с местными еврейскими общинами, в других же странах расселения испанских евреев ассимиляция происходила в новые языковые культуры, однако в Турции и Греции их потомки продолжали оставаться ладиноязычными вплоть до середины XX века.
С образованием Государства Израиль в 1948 году большинство ладиноязычных сефардов Турции и Греции иммигрировали в Израиль, происходил процесс их ассимиляции с другими евреями Израиля и забывания языка ладино.
В соответствии с законом, принятым в 2015 году в Испании, потомки сефардских евреев обладали правом на получение испанского гражданства при условии подачи заявления на получение гражданства до октября 2019 года. Аналогичный закон, принятый в 2015 году в Португалии, до сих пор позволяет получение португальского гражданства потомкам сефардских евреев.

## История
Сефардские евреи были приглашены турками-османами для заселения балканских городов, захваченных после поражения Византии. Султаны Баязет, Селим I и Сулейман I не только разрешили иммиграцию евреев, но и старались всеми средствами привлекать их к себе. Евреи получили полную религиозную свободу, могли организовать свои общины, а некоторые заняли даже государственные должности. Благоприятные политические и экономические условия привели к тому, что сефарды вскоре приступили к упорядочению культа и школьного дела. При этом образовались сперва известные «земляческие общины». Выходцы одной испанской или португальской области (или города) образовывали особую общину, центрами которой были синагога и школа.

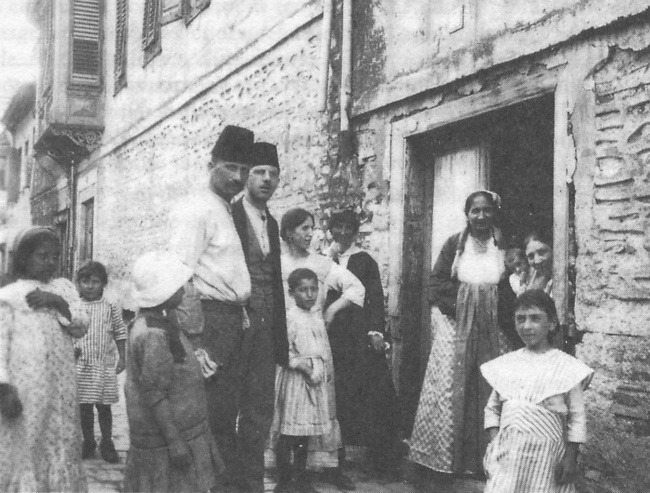
Еврейская семья в Салониках, 1917 год

Пальму первенства в этом взяли Фессалоники. В целях уменьшения возвращения в захваченный город греков и славян-христиан из соседних деревень и возникновения новых столкновений, турки предпочли заселить его евреями. Вплоть до начала XX века евреи составляли свыше половины населения 100-тысячного города, а его основным языком стал ладино. Холокост в годы немецкой оккупации и массовая эмиграция оставшихся евреев в США и Израиль привели к исчезновению некогда богатого и довольно влиятельного национального большинства в Фессалониках.
Позже возникли сефардские общины на Западе, в Нидерландах (преимущественно в Амстердаме) и в Бельгии. Из амстердамских выходцев образовалась община в Лондоне. Из этих же элементов составились богатые общины в Гамбурге, Альтоне, Глюкштадте и другие еврейские поселения на берегу Северного моря. В Италии общины образовались ещё из первых эмигрантов (в 1492 и 1497 годах), но здесь сефарды должны были подчиниться итальянскому еврейству, стоявшему с ними на равной ступени культурного развития, и хотя сефардский ритуал упрочился в итальянских синагогах, в прочих отношениях сефарды оставили по себе лишь слабые следы.
Между сефардскими и остальными (ашкеназскими) евреями существовало в первые столетия их совместного проживания известное отчуждение, доходившее со стороны первых иногда до отвращения. Сефарды отличались от ашкеназов различием религиозных обрядов, литургиею, произношением древнееврейского языка и многими обычаями обыденной жизни. К этому присоединялось различие в разговорном языке, которое, впрочем, с течением времени потеряло значение. Сефарды были сначала богатыми купцами или врачами и занимали более высокое положение в общественной жизни, чем ашкеназы. Сефарды стояли выше в смысле образования; они выступали смелее и самостоятельнее, чем немецко-польские евреи, подавленные бедностью и политическим гнётом. В то время как на Востоке не было других общин, кроме сефардских, в голландских, бельгийских и немецких городах на Северном море, а также в Лондоне постепенно возникли ашкеназские общины немецко-польских евреев, начавших соперничать с сефардскими общинами. В Палестине также усилился приток ашкеназских евреев. Это нередко создавало между общинами натянутые отношения.

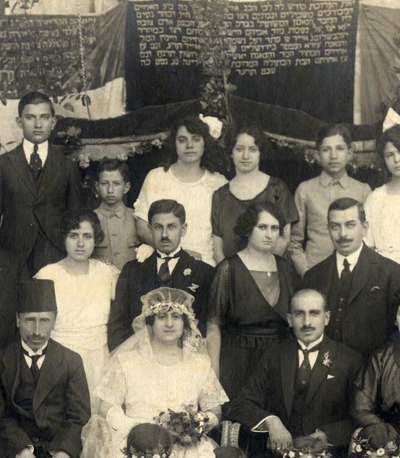
Фотография еврейской свадьбы в Алеппо, 1914 год, сделанная армянским фотографом Деруняном. Мужчины, женщины и дети одеты по европейской моде, за исключением одного члена семьи в феске

## Сефардская литургия и обряды
Литургия у сефардов проще, чем у ашкеназских евреев, главным образом в праздничные дни. Многочисленные литургические поэмы, вставленные в молитвенники и махзоры (у ашкеназских евреев), устранены у сефардов для суббот и обыкновенных праздников, а для Рош ха-Шана, Йом-кипура и постов (а также Девятого ава) сокращены, некоторыми сочинениями величайших еврейских религиозных поэтов пользуются в домашнем богослужении.
Лурианская каббала повлияла на сефардскую литургию, но именно те молитвы, которые хасиды называют «лурианскими», или «сефардскими», не известны сефардскому ритуалу. Некоторые литургические отрывки произносились во время публичного богослужения на ладино. На этом языке составляли проповеди, которые произносились не столь часто в синагогах, как в семье по поводу радостных или печальных событий. Особые церемонии соблюдаются при похоронах. Многое ещё носит на себе отпечаток древнебиблейского и талмудического времени, особенно при оплакивании мёртвых. Сефардские евреи не знают поминовения в праздники (Изкор, Хазкарат нешамот), которое имеет большое значение среди немецко-польского еврейства. Сефардские синагогальные мелодии совершенно иные, чем у ашкеназов — нет ни одной общей мелодии. Пение у сефардов восточного характера — монотонное, тягучее. Имеется несколько очень мелодичных напевов, особенно для Йом-кипура, которые звучат, как католические церковные гимны. По-видимому, мелодии эти зародились на испанско-португальской родине.

## Сефардское произношение древнееврейского языка
Существуют различия в произношении некоторых букв и некудот древнееврейского языка между ашкеназскими и сефардскими, а также йеменскими евреями.
Поскольку некоторые буквы древнееврейского языка имеют похожее звучание, в ашкеназском произношении большинство таких букв стали звучать одинаково, в частности, буквы хет и каф, алеф и аин — имеют различное звучание у сефардов, однако звучат одинаково у ашкеназов. Некоторые другие буквы звучат в разных общинах по-разному, например, буквы вет и вав различают евреи из Сирии и Йемена, однако евреи других общин произносят их одинаково. В ашкеназском же произношении различаются буквы тав с дагешем и без него. Такое же различие есть и у йеменских евреев.
В современном иврите используется упрощённый вариант сефардского произношения.

## Сефарды в широком смысле слова
Сегодня в Израиле «сефардами» или «евреями сефардского толка» считаются не только сефарды в узком смысле слова, но и евреи-репатрианты из арабских стран, курдистанские, персидские, афганские, кочинские, среднеазиатские, грузинские и кавказские евреи. Это связано с тем, что данные евреи практикуют богослужение испанской (сефардской) традиции, отличающееся от германского (ашкеназского) и развивавшееся независимо от него. Несмотря на то, что изгнанные сефарды поселились вокруг бассейна Средиземного моря, сефардский канон распространился далеко за пределы их новых поселений.